# Neuville-sur-Ailette
Neuville-sur-Ailette ist eine französische Gemeinde mit 119 Einwohnern (Stand 1. Januar 2022) im Département Aisne in der Region Hauts-de-France (vor 2016 Picardie). Sie gehört zum Arrondissement Laon und zum Kanton Villeneuve-sur-Aisne.

## Geografie
Die Gemeinde Neuville-sur-Ailette liegt an der Ailette im Höhenzug Chemin des Dames, rund zwölf Kilometer südöstlich von Laon. Nachbargemeinden von Neuville-sur-Ailette sind Martigny-Courpierre im Norden, Chermizy-Ailles im Osten und Südosten, Cerny-en-Laonnois im Südwesten sowie Chamouille im Westen.

## Bevölkerungsentwicklung
| Jahr                       | 1962 | 1968 | 1975 | 1982 | 1990 | 1999 | 2006 | 2015 | 2022 |
| Einwohner                  | 83   | 79   | 74   | 86   | 71   | 78   | 77   | 102  | 119  |
| Quellen: Cassini und INSEE |      |      |      |      |      |      |      |      |      |

## Freizeit und Tourismus
Die Domaine du Lac d’Ailette, die sich auf dem Gebiet der Gemeinden Chamouille und Neuville-sur-Ailette befindet, wurde im Herbst 2007 als dritter der französischen Center Parcs eröffnet. Das 84 Hektar große touristische Anwesen befindet sich in einem Waldgebiet am Rande eines 140 Hektar großen Stausees. Das Anwesen verfügt über einen kleinen Yachthafen, künstliche Strände und einen überdachten Sport- und Freizeitbereich mit einer Fläche von 7500 m², auf dem rund 30 verschiedene Aktivitäten angeboten werden.

## Sehenswürdigkeiten

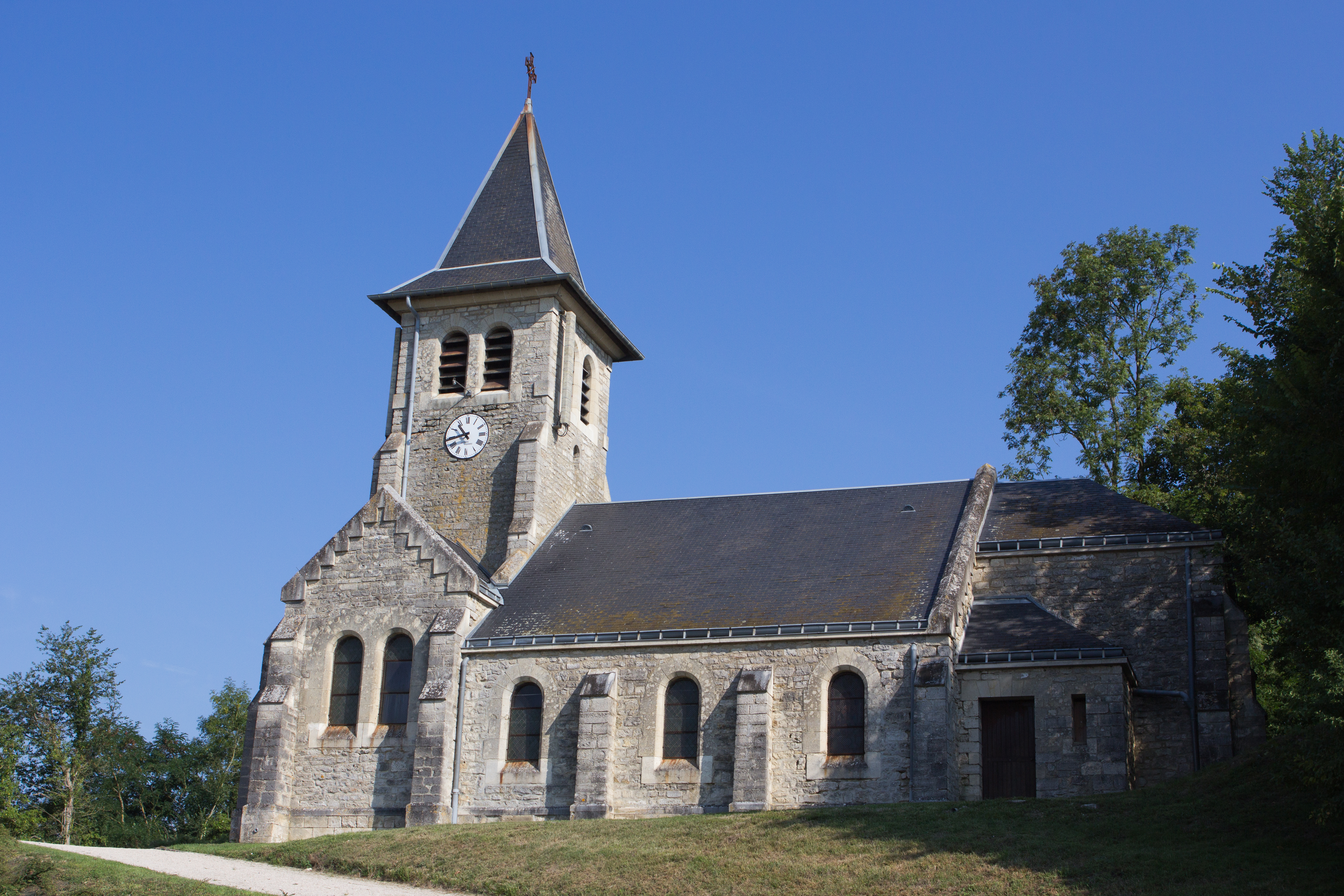
Kirche Saint-Julien
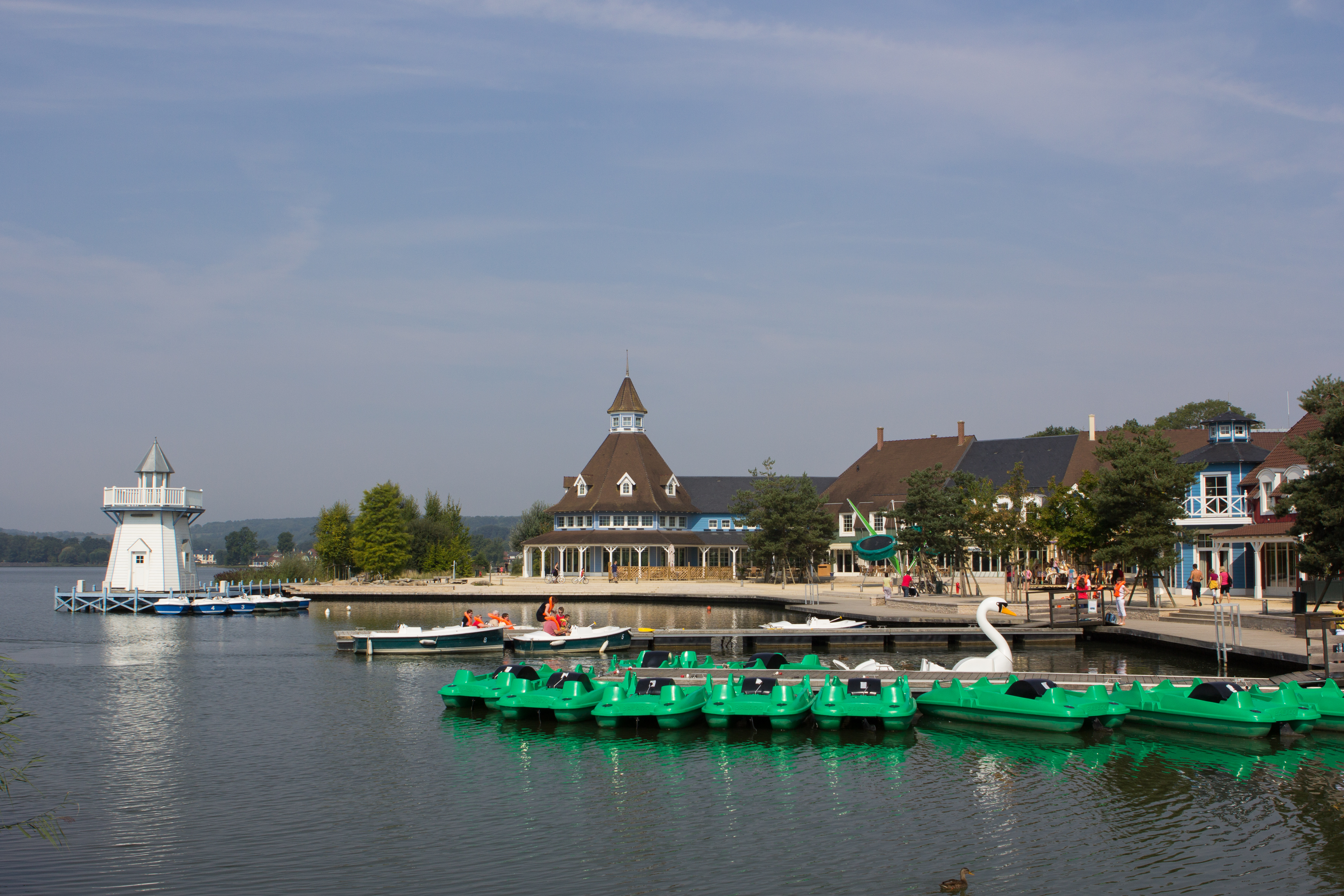
Domaine du lac de l’Ailette

- Kirche Saint-Julien
- Domaine du lac de l’Ailette